# Verlincthun
Verlincthun est une commune française située dans le département du Pas-de-Calais en région Hauts-de-France.
La commune fait partie de la communauté de communes de Desvres - Samer qui regroupe 31 communes et compte 23 221 habitants en 2021.
Le territoire de la commune est situé dans le parc naturel régional des Caps et Marais d'Opale.

## Géographie

### Localisation
Verlincthun se situe dans le canton de Samer, au sud-est de Boulogne-sur-Mer, dans le Pas-de-Calais, à 7 km à vol d'oiseau de la façade littorale (Manche). Son territoire fait partie du périmètre du parc naturel régional des Caps et Marais d'Opale, et se situe au sud de la cuesta de la boutonnière du Boulonnais. Il est composé de trois entités paysagères : les coteaux calcaires de la cuesta au sud, la plaine ouverte au centre, et les collines bocagères au nord.
L'occupation du sol est majoritairement agricole, avec des terres labourées (plaine ouverte) et des prairies permanentes (zone bocagère composée d'un réseau de haie). 88 ha sont en bois et forêt (bois de Créhert au nord-est, bois de Samer et bois de la Morte au sud le long des coteaux, etc.).
L'occupation du bâti est dispersée sur différents hameaux : Pelincthun, la Sablonnière, Merlinguedal (à l'ouest), Wironchaux, la Saule et Mazinghen (au centre), Blanc Pignon et Menty (à l'est).
Verlincthun est située à l'est de l'autoroute A 16 (entre les échangeurs 27 et 28) et de la ligne ferroviaire reliant Boulogne-sur-Mer à Rouen. Le centre-bourg est situé à 3,2 km de la gare de Neufchâtel-Hardelot. La D 215 traverse la commune ; elle relie Neufchatel-Hardelot à l'ouest à Samer à l'est. La D 239 la traverse également du nord au sud. La D 238 part à l'est du territoire. Différentes routes communales relient les hameaux.
Le territoire de la commune est limitrophe de ceux de huit communes.
Les communes limitrophes sont Carly, Condette, Halinghen, Hesdigneul-lès-Boulogne, Nesles, Samer et Tingry.

### Géologie et relief
Du sud (coteaux calcaires) au nord (bocage), on trouve de la craie blanche à silex, des marnes, de la craie argileuse, des argiles de Gault, des sables verts glauconieux et des sables et argiles bariolés. La craie et les marnes correspondent à la cuesta boulonnaise, les sables aux vallées.
La commune, d'une superficie de 7,02 km2, possède un relief marqué, avec des altitudes allant de 24  à   171 mètres. Les zones les plus hautes et les plus fortes pentes se situent au niveau des coteaux calcaires, au sud. Ces coteaux dominent le paysage communal mais aussi local.

### Hydrographie
Le territoire de la commune est situé dans le bassin Artois-Picardie.
Plusieurs ruisseaux coulent vers le nord et alimentent le ruisseau d'Écames, l'Edre, le ruisseau des plats cailloux et le fleuve de la Liane qui se jette dans la mer au port de Boulogne-sur-Mer,,,.

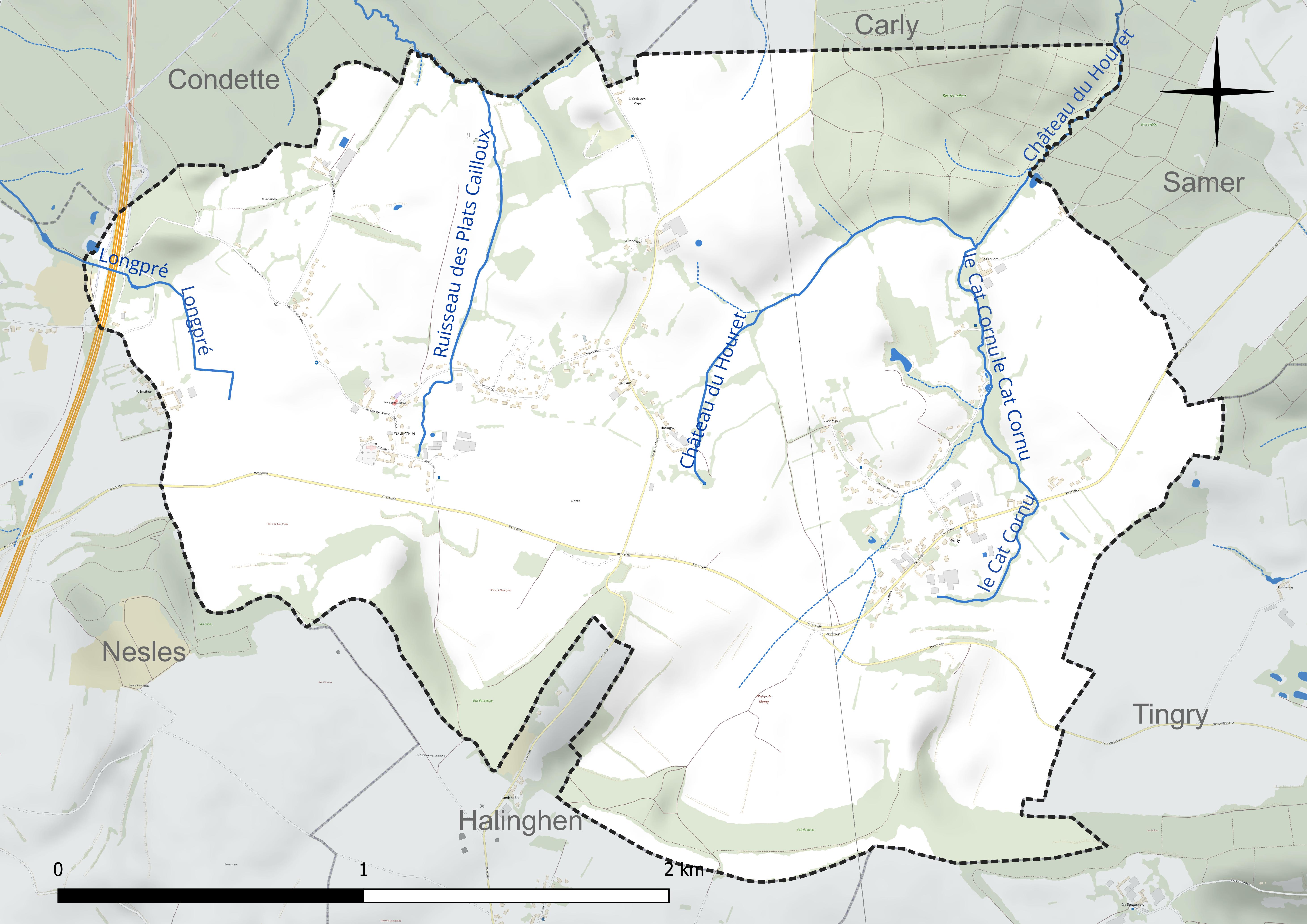
Réseau hydrographique de Verlincthun.

### Climat
Pour des articles plus généraux, voir Climat des Hauts-de-France et Climat du Pas-de-Calais.
En 2010, le climat de la commune est de type climat océanique franc, selon une étude du CNRS s'appuyant sur une série de données couvrant la période 1971-2000. En 2020, Météo-France publie une typologie des climats de la France métropolitaine dans laquelle la commune est exposée à un climat océanique et est dans la région climatique Côtes de la Manche orientale, caractérisée par un faible ensoleillement (1 550 h/an) ; forte humidité de l’air (plus de 20 h/jour avec humidité relative > 80 % en hiver), vents forts fréquents.
Pour la période 1971-2000, la température annuelle moyenne est de 10,3 °C, avec une amplitude thermique annuelle de 12,3 °C. Le cumul annuel moyen de précipitations est de 897 mm, avec 13 jours de précipitations en janvier et 8,7 jours en juillet. Pour la période 1991-2020, la température moyenne annuelle observée sur la station météorologique la plus proche, située sur la commune de Boulogne-sur-Mer à 12 km à vol d'oiseau, est de 11,2 °C et le cumul annuel moyen de précipitations est de 824,5 mm,. Pour l'avenir, les paramètres climatiques de la commune estimés pour 2050 selon différents scénarios d'émission de gaz à effet de serre sont consultables sur un site dédié publié par Météo-France en novembre 2022.

### Paysages
Pour un article plus général, voir Paysage en France.
La commune est située dans deux « paysages » tels que définis dans l’atlas de paysages de la région Nord-Pas-de-Calais, conçu par la direction régionale de l'Environnement, de l'Aménagement et du Logement (DREAL), :
- les « paysages montreuillois ». Ces paysages, qui concernent 98 communes, se délimitent : à l’Ouest par des falaises qui, avec le recul de la mer, ont donné naissance aux bas-champs ourlées de dunes ; au Nord par la boutonnière du Boulonnais ; au sud par le vaste plateau formé par la vallée de l’Authie, et à l’Est par les paysages du Ternois et de Haut-Artois. Ces paysages, avec, dans l'axe central, la vallée de la Canche et ses nombreux affluents comme la Course, la Créquoise, la Planquette…, offrent une alternance de vallées et de plateaux, appelée « ondulations montreuilloises ». Dans ces paysages, et plus particulièrement sur les plateaux, on cultive la betterave sucrière, le blé et le maïs, et les plateaux entre la Ternoise et la Créquoise sont couverts de vastes massifs forestiers comme la forêt d'Hesdin-la-Forêt, les bois de Fressin, Sains-lès-Fressin, Créquy…[15] ;
- Les « paysages boulonnais ». Ces paysages qui concernent 66 communes, se délimitent : au Nord, par les paysages des coteaux calaisiens et du Pays de Licques, à l’Est, par le paysage du Haut pays d’Artois, et au Sud, par les paysages Montreuillois.

Ces paysages, constitués d'une boutonnière bordée d’une cuesta définissant un pays d’enclosure, son essentiellement des paysages bocagers composés de 47 % du sol en herbe ou en forêt et de 31 % en herbage, avec, dans le sud et l’est, trois grandes forêts, celle de Boulogne, d’Hardelot et de Desvres et, au nord, le bassin de carrière avec l'extraction de la pierre de Marquise depuis le Moyen Âge et de la pierre marbrière dont l'extraction s'est développée au XIXe siècle.
La boutonnière est formée de trois ensembles écopaysagers : le plateau calcaire d’Artois qui forme le haut Boulonnais, la boutonnière qui forme la cuvette du bas Boulonnais et la cuesta formée d’escarpements calcaires.
Dans ce paysage, on distingue trois entités : 
- les vastes champs ouverts du Haut Boulonnais ;
- le bocage humide dans le Bas Boulonnais ;
- la couronne de la cuesta avec son dénivelé important et son caractère boisé.

### Milieux naturels et biodiversité

#### Espaces protégés et gérés
La protection réglementaire est le mode d’intervention le plus fort pour préserver des espaces naturels remarquables et leur biodiversité associée.
Dans ce cadre, la commune fait partie de deux espaces protégés : 
- le parc naturel régional des Caps et Marais d'Opale, d’une superficie de 132 499 hectares réparties sur 154 communes, géré par le syndicat mixte d'aménagement et de gestion du parc naturel régional des Caps et Marais d'Opale[18] ;
- les coteaux calcaires du Boulonnais, protégés par un arrêté préfectoral de protection de biotope, d’une superficie de 295,22 hectares[19].

#### Zones naturelles d'intérêt écologique, faunistique et floristique
L’inventaire des zones naturelles d'intérêt écologique, faunistique et floristique (ZNIEFF) a pour objectif de réaliser une couverture des zones les plus intéressantes sur le plan écologique, essentiellement dans la perspective d’améliorer la connaissance du patrimoine naturel national et de fournir aux différents décideurs un outil d’aide à la prise en compte de l’environnement dans l’aménagement du territoire.
Le territoire communal comprend trois ZNIEFF de type 1 :
- le coteau crayeux de Nesles-Verlincthun, le bois de Tingry et la motte féodale, d’une superficie de 664 hectares et d'une altitude variant de 90  à   173 mètres. Ce site appartient au complexe écologique de la cuesta du Boulonnais[20] ;
- la forêt domaniale d’Hardelot et ses lisières, d’une superficie de 888 hectares. La forêt domaniale d’Hardelot s’étend au pied de la cuesta qui marque le rebord sud de la boutonnière du Boulonnais et constitue un remarquable écosystème forestier[21],[1] ;
- le bois de Crébert - Menty[22].

et une ZNIEFF de type 2 : la cuesta du Boulonnais entre Neufchâtel-Hardelot et Colembert. Cette ZNIEFF marque la séparation entre les terrains du Jurassiques du Bas-Boulonnais et les plateaux crayeux des hautes terres Artésiennes.

Carte des ZNIEFF de type 1 et 2 sur la commune
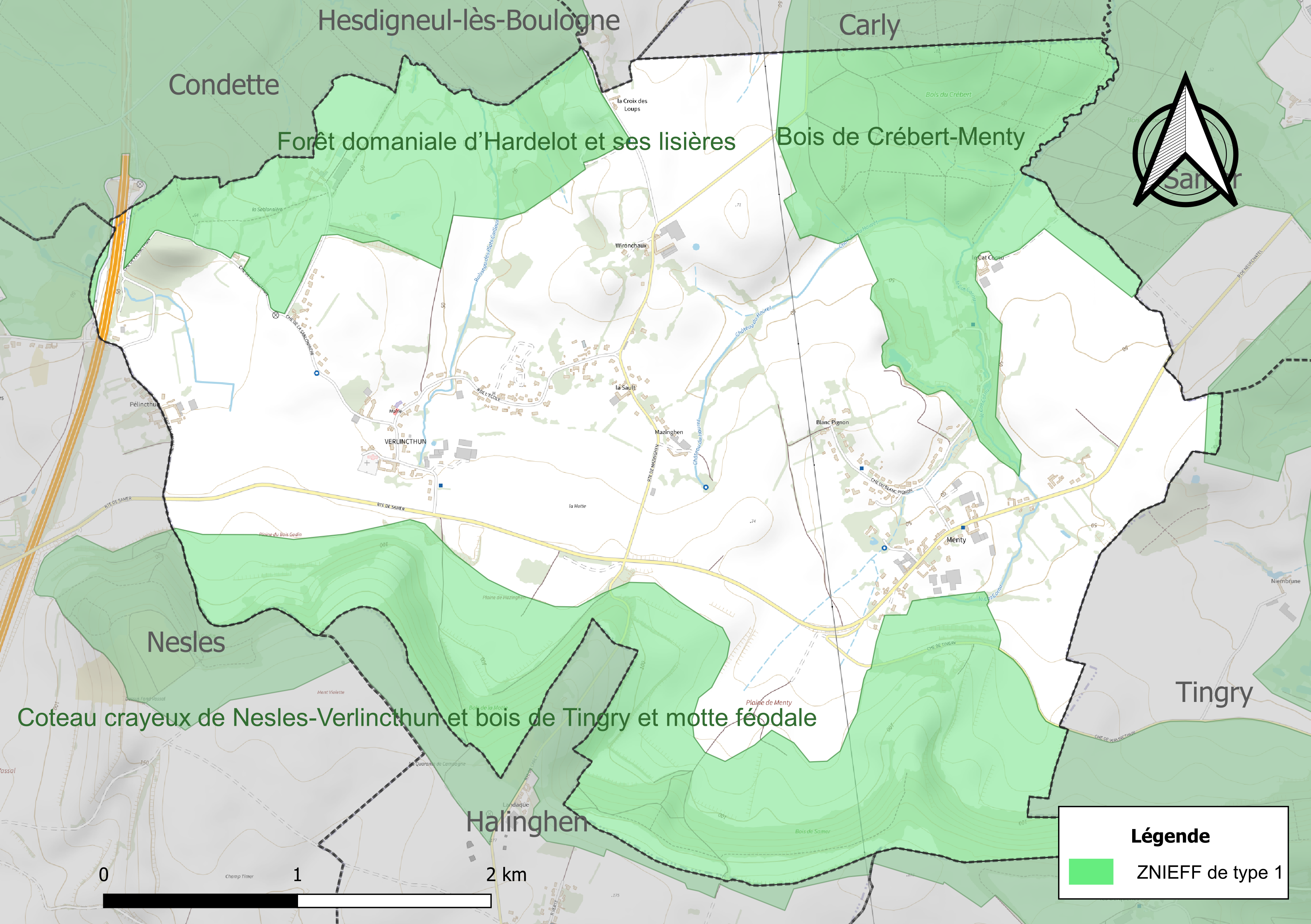
Carte des ZNIEFF de type 1 sur la commune.
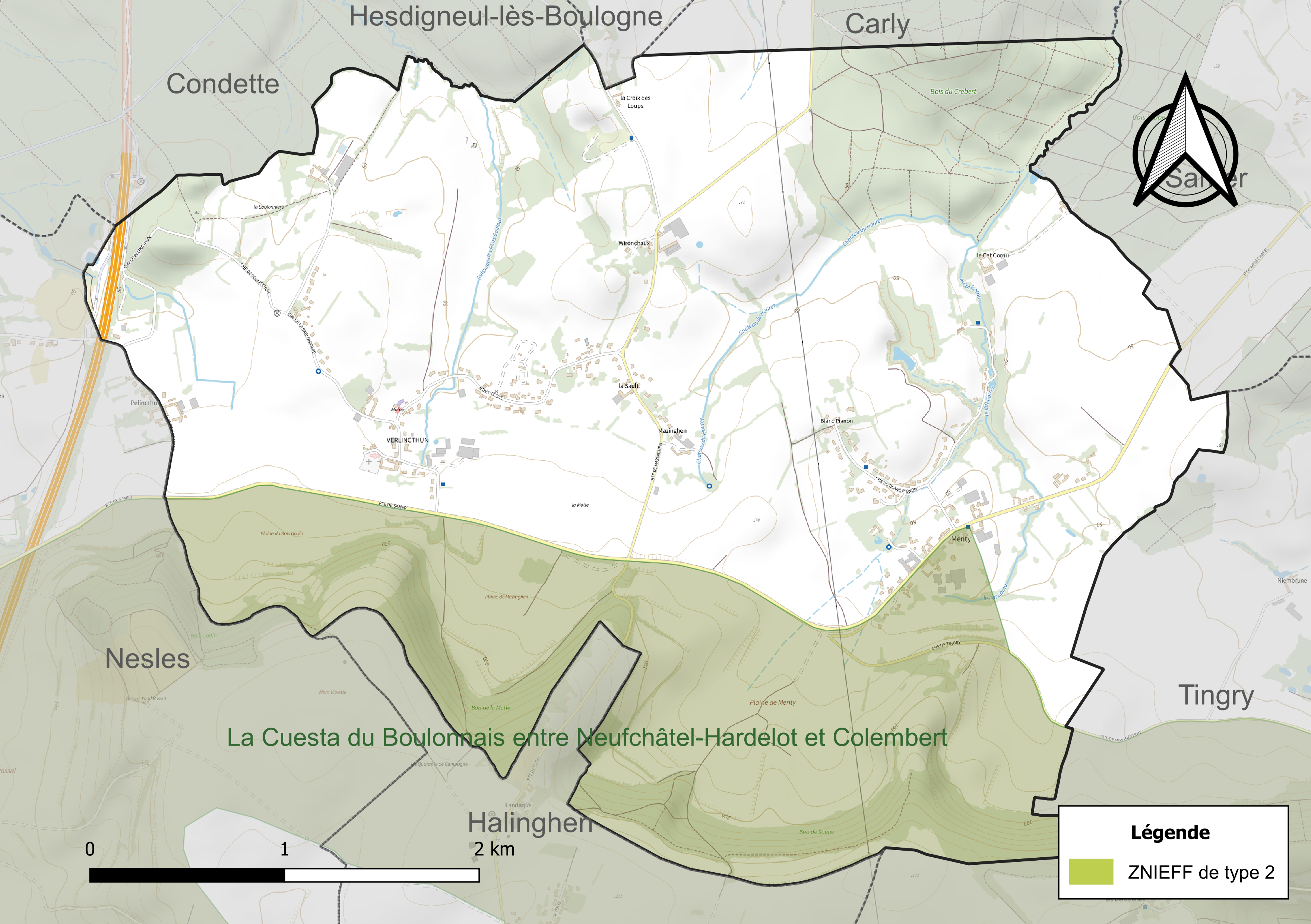
Carte de la ZNIEFF de type 2 sur la commune.

#### Site Natura 2000
Le réseau Natura 2000 est un réseau écologique européen de sites naturels d’intérêt écologique élaboré à partir des directives « habitats » et « oiseaux ». Ce réseau est constitué de zones spéciales de conservation (ZSC) et de zones de protection spéciale (ZPS). Dans les zones de ce réseau, les États Membres s'engagent à maintenir dans un état de conservation favorable les types d'habitats et d'espèces concernés, par le biais de mesures réglementaires, administratives ou contractuelles.
Sur la commune, un site Natura 2000 de type B est défini en site d'importance communautaire (SIC) : les pelouses et bois neutrocalcicoles de la cuesta sud du Boulonnais. Ce site, créé par un arrêté du 13 avril 2007, a une superficie de 420 hectares et une altitude qui varie de 65 mètres à 200 mètres.

## Urbanisme

### Typologie
Au 1er janvier 2024, Verlincthun est catégorisée commune rurale à habitat dispersé, selon la nouvelle grille communale de densité à sept niveaux définie par l'Insee en 2022.
Elle est située hors unité urbaine. Par ailleurs la commune fait partie de l'aire d'attraction de Boulogne-sur-Mer, dont elle est une commune de la couronne,. Cette aire, qui regroupe 80 communes, est catégorisée dans les aires de 50 000 à moins de 200 000 habitants,.

### Occupation des sols
L'occupation des sols de la commune, telle qu'elle ressort de la base de données européenne d’occupation biophysique des sols Corine Land Cover (CLC), est marquée par l'importance des territoires agricoles (87,6 % en 2018), une proportion identique à celle de 1990 (87,6 %). La répartition détaillée en 2018 est la suivante : 
terres arables (41,4 %), prairies (37,2 %), forêts (12,4 %), zones agricoles hétérogènes (8,9 %). L'évolution de l’occupation des sols de la commune et de ses infrastructures peut être observée sur les différentes représentations cartographiques du territoire : la carte de Cassini (XVIIIe siècle), la carte d'état-major (1820-1866) et les cartes ou photos aériennes de l'IGN pour la période actuelle (1950 à aujourd'hui).

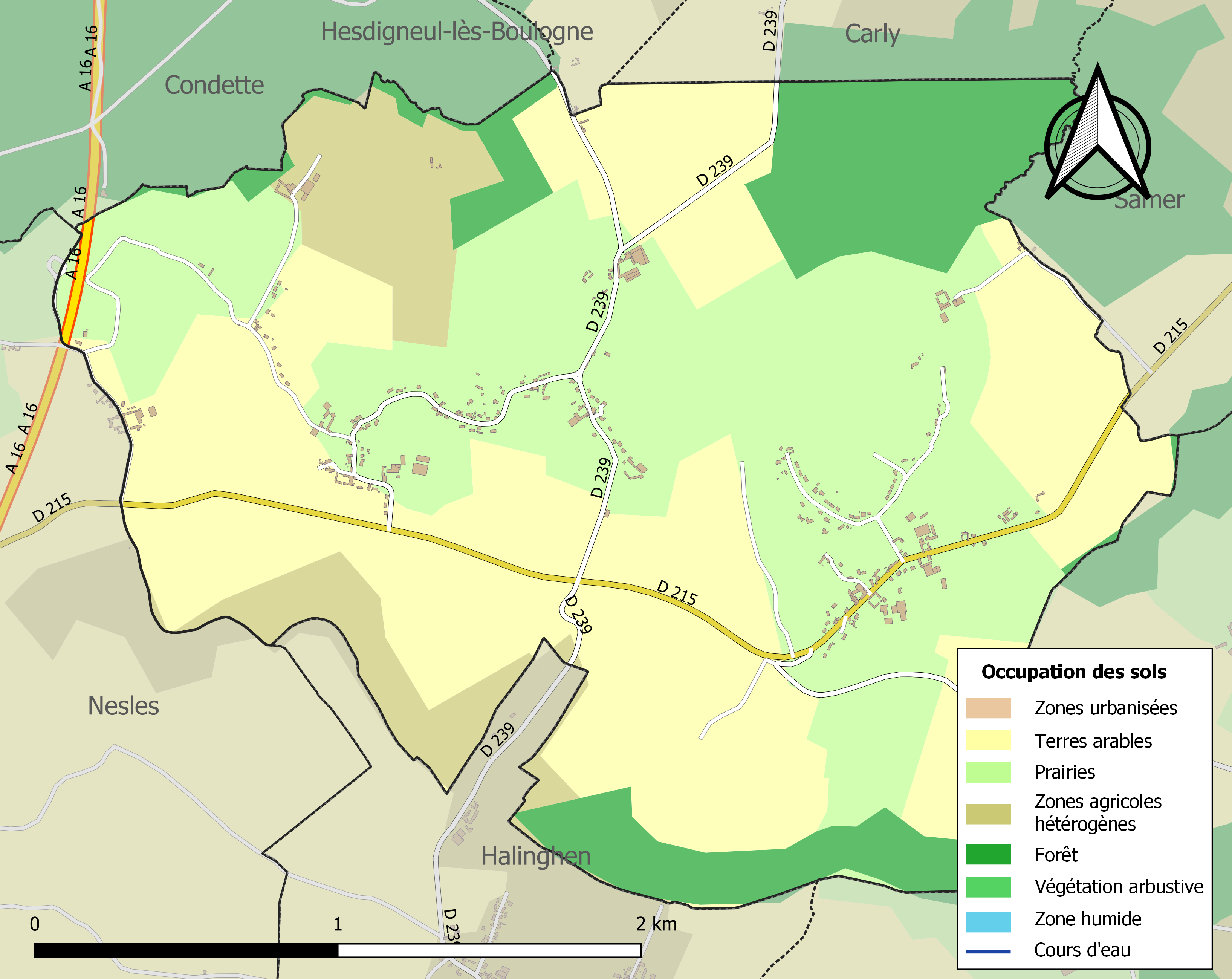
Carte des infrastructures et de l'occupation des sols de la commune en 2018 (CLC).

### Urbanisme et documents réglementaires
La commune a adhéré en 2000 à la charte du parc naturel régional des Caps et Marais d'Opale. Elle faisait auparavant partie du parc naturel régional du Boulonnais, dont le territoire est inclus dans le périmètre actuel du PNR. Elle fait partie du Pays Boulonnais ; au sein de ce pays, la communauté d'agglomération du Boulonnais et la communauté de communes de Desvres - Samer élaborent ensemble un Schéma de cohérence territoriale (SCOT). La commune est dotée d'une carte communale. Elle fait partie du périmètre du schéma d'aménagement et de gestion des eaux (SAGE) du Boulonnais.

### Risques naturels et technologiques

#### Risque inondation
À la suite du passage des tempêtes Ciarán, Domingos et Elisa et des inondations et coulées de boue qui se sont produites, la commune est reconnue, par arrêté du 14 novembre 2023, en état de catastrophe naturelle pour inondations et coulées de boue sur la période du 2 au 12 novembre 2023, comme 179 autres communes du département.

## Toponymie
Le nom de la localité est attesté sous les formes Verlingtun (1170), Werlinghetun (1199), Vrelinghetun (1393), Vrelinguetin (1477), Vrelinquetun (1553), Ferlingthun et Vrelinguethun (1554), Verchlintum et Wrelinthin (1559), Verlinghtun (1562), Vrelinghtun (1581), Verlinctun (XVIIIe siècle-1793), Verlingthun puis Verlincthun (depuis 1801).
Ernest Nègre avance comme origine toponymique l'anthroponyme germanique Werlo suivi de -ingen « gens, peuple (de) » + tun « ferme, village », ce qui peut se traduire par « village des gens (famille) de Werlo ».

## Histoire
La voie romaine allant d'Amiens à Boulogne-sur-Mer ou via Agrippa de l'Océan passait par le hameau de Menty.
Menty est citée dans une charte de l'abbaye Saint-Bertin de Saint-Omer du 28 novembre 867.
Brunelet de Mazinghen et Lauvelet de Mazinghen, seigneurs sur la commune actuelle de Verlincthun, combattent et trouvent la mort à la bataille d'Azincourt en 1415.

## Politique et administration

### Découpage territorial
La commune se trouve dans l'arrondissement de Boulogne-sur-Mer du département du Pas-de-Calais.

#### Commune et intercommunalités
La commune est membre de la communauté de communes de Desvres - Samer.

#### Circonscriptions administratives
La commune est rattachée au canton de Desvres.

#### Circonscriptions électorales
Pour l'élection des députés, la commune fait partie de la cinquième circonscription du Pas-de-Calais.

### Élections municipales et communautaires

#### Liste des maires
| Période                                  | Période                     | Identité          | Étiquette | Qualité                                         |
| ---------------------------------------- | --------------------------- | ----------------- | --------- | ----------------------------------------------- |
| Les données manquantes sont à compléter. |                             |                   |           |                                                 |
| 1989                                     | 2014                        | Christian Harlé   |           | Ingénieur agricole                              |
| 2014                                     | En cours (au 11 avril 2022) | Francis Granderie |           | Cadre retraité, Réélu pour le mandat 2020-2026, |

## Population et société

### Démographie

#### Évolution démographique
L'évolution du nombre d'habitants est connue à travers les recensements de la population effectués dans la commune depuis 1793. Pour les communes de moins de 10 000 habitants, une enquête de recensement portant sur toute la population est réalisée tous les cinq ans, les populations de référence des années intermédiaires étant quant à elles estimées par interpolation ou extrapolation. Pour la commune, le premier recensement exhaustif entrant dans le cadre du nouveau dispositif a été réalisé en 2005.

En 2022, la commune comptait 514 habitants, en évolution de +16,55 % par rapport à 2016 (Pas-de-Calais : −0,72 %, France hors Mayotte : +2,11 %).
| 1793 | 1800 | 1806 | 1821 | 1831 | 1836 | 1841 | 1846 | 1851 |
| ---- | ---- | ---- | ---- | ---- | ---- | ---- | ---- | ---- |
| 293  | 305  | 372  | 325  | 348  | 347  | 372  | 374  | 378  |

| 1856 | 1861 | 1866 | 1872 | 1876 | 1881 | 1886 | 1891 | 1896 |
| ---- | ---- | ---- | ---- | ---- | ---- | ---- | ---- | ---- |
| 349  | 352  | 365  | 368  | 382  | 375  | 387  | 388  | 395  |

| 1901 | 1906 | 1911 | 1921 | 1926 | 1931 | 1936 | 1946 | 1954 |
| ---- | ---- | ---- | ---- | ---- | ---- | ---- | ---- | ---- |
| 397  | 405  | 380  | 380  | 332  | 329  | 328  | 281  | 324  |

| 1962 | 1968 | 1975 | 1982 | 1990 | 1999 | 2005 | 2006 | 2010 |
| ---- | ---- | ---- | ---- | ---- | ---- | ---- | ---- | ---- |
| 266  | 278  | 245  | 263  | 298  | 311  | 349  | 354  | 381  |

| 2015 | 2020 | 2022 | - | - | - | - | - | - |
| ---- | ---- | ---- | - | - | - | - | - | - |
| 437  | 502  | 514  | - | - | - | - | - | - |

#### Pyramide des âges
En 2018, le taux de personnes d'un âge inférieur à 30 ans s'élève à 40,0 %, soit au-dessus de la moyenne départementale (36,7 %). À l'inverse, le taux de personnes d'âge supérieur à 60 ans est de 18,7 % la même année, alors qu'il est de 24,9 % au niveau départemental.
En 2018, la commune comptait 230 hommes pour 233 femmes, soit un taux de 50,32 % de femmes, légèrement inférieur au taux départemental (51,50 %).
Les pyramides des âges de la commune et du département s'établissent comme suit.
| Hommes | Classe d’âge | Femmes |
| ------ | ------------ | ------ |
| 0,0    | 90 ou +      | 1,2    |
| 4,4    | 75-89 ans    | 4,7    |
| 15,3   | 60-74 ans    | 11,9   |
| 22,9   | 45-59 ans    | 19,4   |
| 18,9   | 30-44 ans    | 21,3   |
| 15,3   | 15-29 ans    | 15,8   |
| 23,3   | 0-14 ans     | 25,7   |

| Hommes | Classe d’âge | Femmes |
| ------ | ------------ | ------ |
| 0,5    | 90 ou +      | 1,6    |
| 5,6    | 75-89 ans    | 8,9    |
| 16,7   | 60-74 ans    | 18,1   |
| 20,2   | 45-59 ans    | 19,2   |
| 18,9   | 30-44 ans    | 18,1   |
| 18,2   | 15-29 ans    | 16,2   |
| 19,9   | 0-14 ans     | 17,9   |

## Économie
L'activité est essentiellement agricole : huit exploitations sont encore en activités en 2010.
En 2006, la commune comptait 181 actifs, dont 168 ayant un emploi (soit 5,6 % de chômeurs).
Un camping est présent, ainsi qu'une école (une classe de grande - maternelle et CP ; les autres classes étant assurées dans des écoles voisines, avec une cantine groupée pour ces communes à Carly).

## Culture locale et patrimoine

### Lieux et monuments

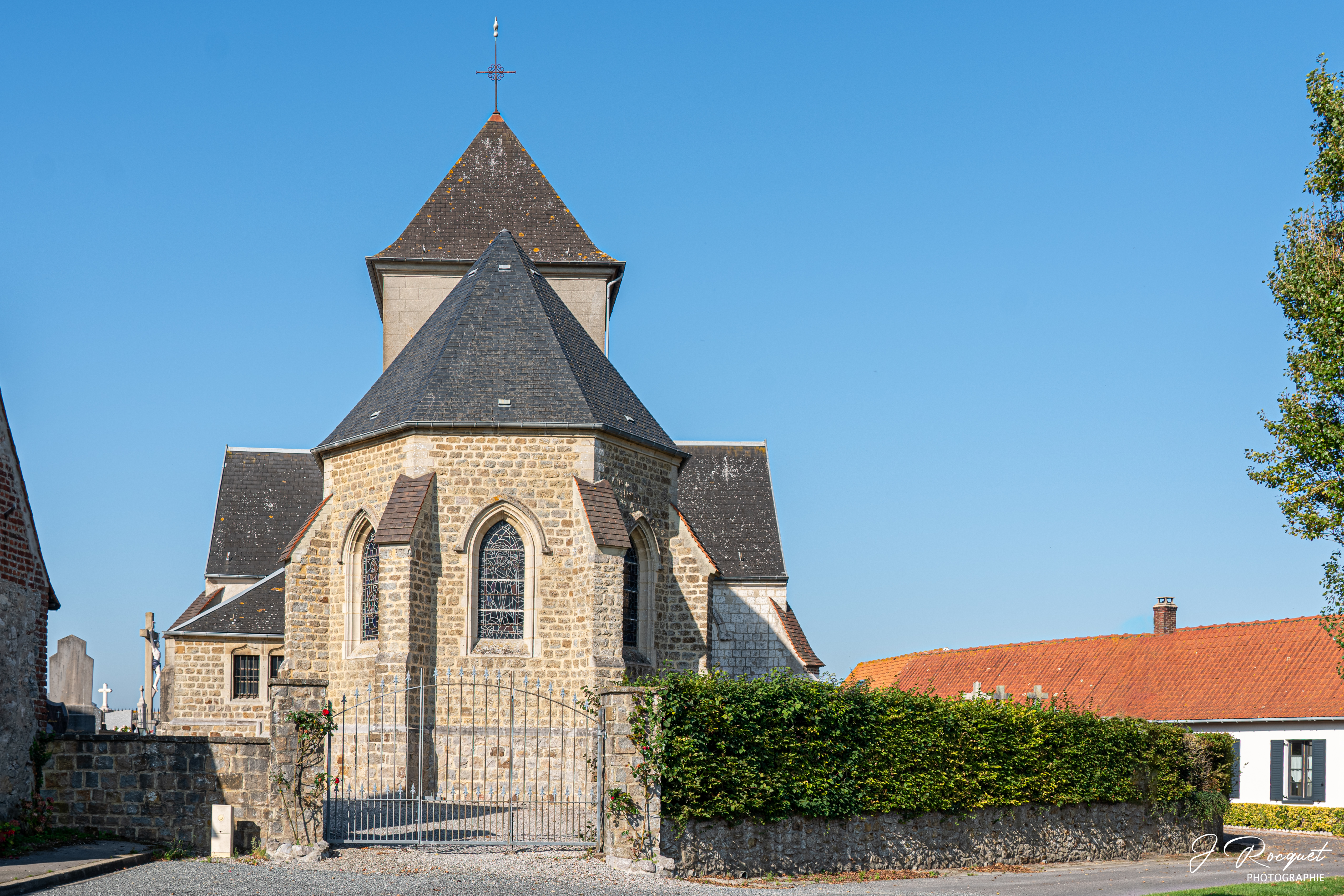
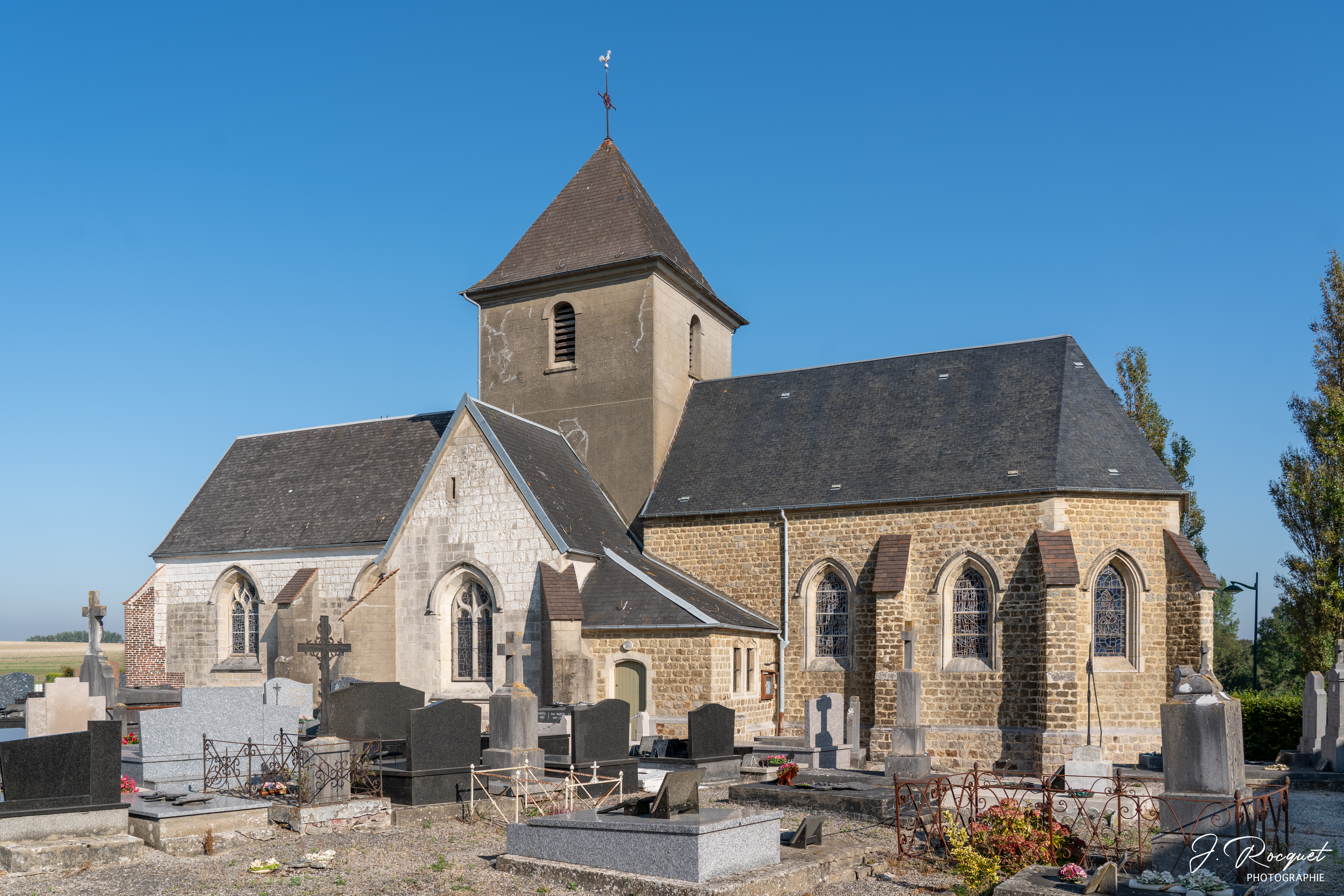
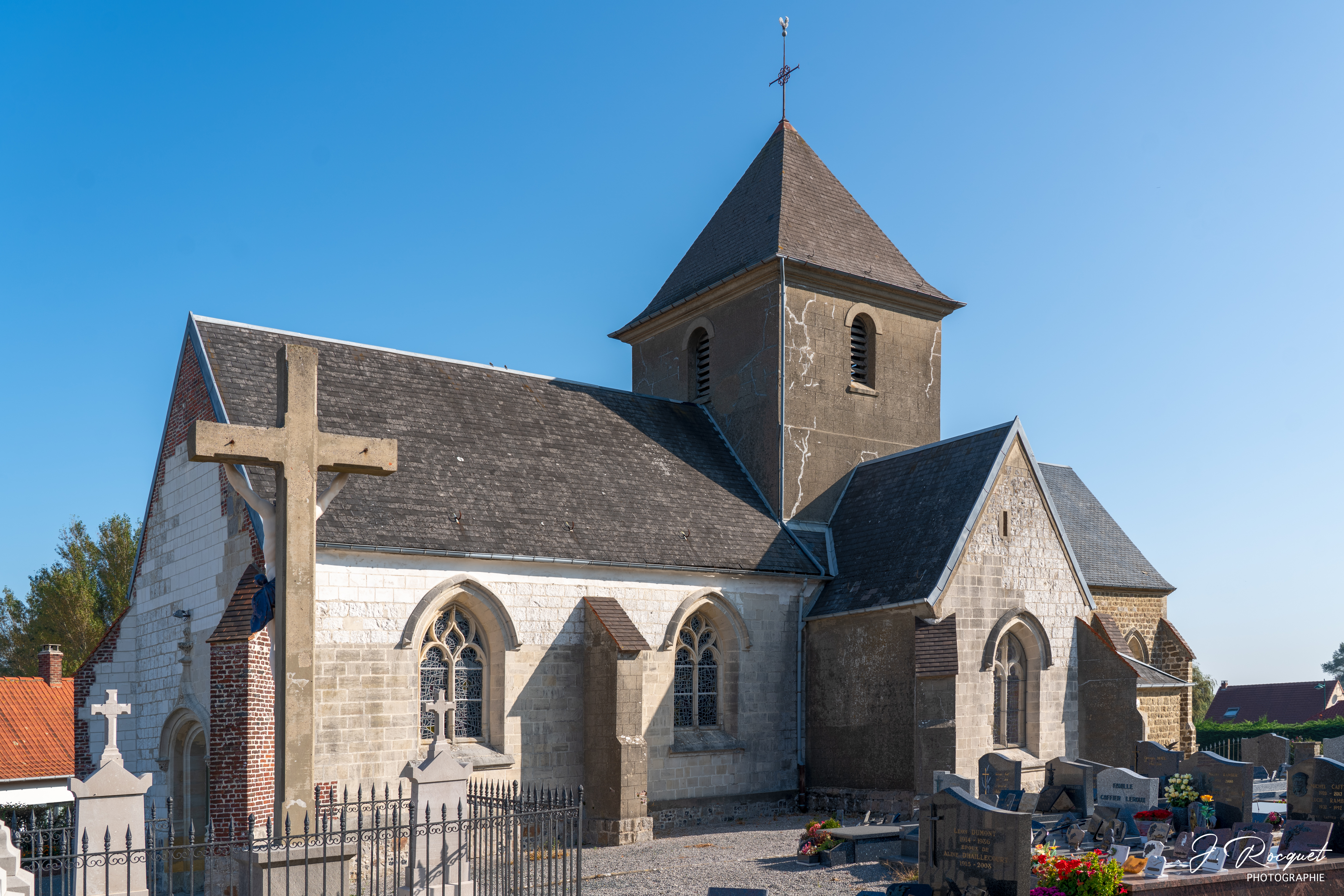

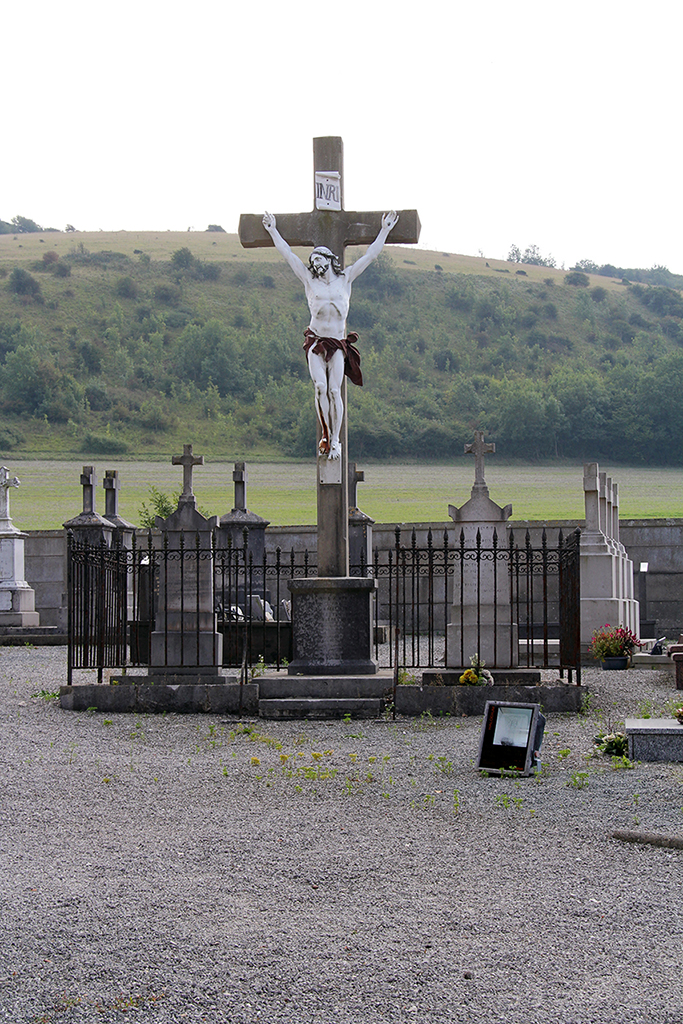

- L'église Saint-Wulmer.

- Le calvaire.

### Héraldique
| Blason de Verlincthun | Blason  | Bandé échiqueté d'or de gueules de trois traits et d'azur de six pièces; au château d'or, maçonné de sable, donjonné de trois tourelles du même, celle du milieu girouettée d'or, brochant sur le tout. |
| Blason de Verlincthun | Détails | La commune relève les armes de la famille de la Fontaine-Solare, qui donna les seigneurs de la Motte-Verlincthun et les comtes de Verton aux XVe et XVIe siècles, avec l'ajout d'un château d'or, élément du blason de la famille du Châtelet de Moyencourt, seigneur de la commune à partir de 1693. Le statut officiel du blason reste à déterminer. |

## Pour approfondir